# Агрономія (село)
Агрономі́я — село в Україні, в Арбузинській селищній громаді Первомайського району Миколаївської області. Населення становить 1035 осіб.
Село розташоване на березі річки Арбузинки, за 18 км на південь від міста Арбузинки і за 12 км від залізничної станції Трикратне на лінії Колосівка — Помічна Одеської залізниці.

## Історія
Агрономія заснована в 1920 р. у зв'язку з утворенням однойменного радгоспу.
У роки Другої світової війни у боротьбі з гітлерівцями брали участь 102 жителі села, 39 з них загинули на фронті, 49 — нагороджені орденами і медалями. У Агрономії в 1975 р. споруджений пам'ятник на честь воїнів-односельців, котрі загинули в боях з нацистами.
62 агрономійці удостоєні урядових нагород, у тому числі ордени Леніна — директор радгоспу А. М. Никитченко, керівник відділенням І. Л. Годорожа і комбайнер Ф. І. Майструк. ордени Жовтневої Революції — головний агроном Г. Т. Даниленко, ордени Трудового Червоного Прапора — 11 чоловік.
За високі досягнення у виробництві і продажі державі сільськогосподарської продукції у восьмій п'ятирічці радгосп «Агрономія» в 1971 р. нагороджений орденом Жовтневої Революції.

## Економіка
На території Агрономії обробляється 5564 га сільськогосподарських угідь, у тому числі 4758 га орних земель. У господарстві вирощують зернові культури, розвинене м'ясо-молочне тваринництво. Є майстерня по ремонту сільськогосподарської техніки.

## Освіта і культура
У Агрономії є загальноосвітня школа (255 учнів і 21 вчитель, у тому числі заслужена вчителька України С. І. Козловська), клуб із залом на 120 місць. До послуг сільських трудівників — 2 бібліотеки з фондом 17,7 тис. книг, фельдшерсько-акушерський пункт і аптека, дитячі ясли-сад на 75 місць, 2 магазини, комплексний приймальний пункт районного побутового об'єднання, відділення Укрпошти, Ощадбанку України.